# Kneifer
Der Kneifer (auch Klemmer, Pince-Nez oder Zwicker) ist die seitenbügellose Nasen-Klemm-Brille vom zweiten Viertel des 19. bis zum frühen 20. Jahrhundert (um 1840–um 1940). Sie waren eine modernere Variante der mittelalterlichen Klemmbrillen und wurden parallel zu den bereits erfundenen Ohrenbrillen (Brillen mit Seitenbügeln) verwendet. Diese damals modernen Klemmer hatten eine hoch elastische Federspange zwischen den Gläsern und seitliche Nasenauflagen, oft mit Kork bzw. Zellhornauflage. Die federnde Verbindung zwischen den Gläsern sorgte nicht nur für einen guten Sitz auf der Nase, sondern man konnte auch, für besonders kleine Etuis, die Gläser übereinander falten.
Kneifer waren in ganz Europa und Nordamerika, in allen Gesellschaftsschichten und geschlechterübergreifend, äußerst beliebt und wurden nicht nur als Lesebrillen, sondern auch sehr oft als Fernbrillen, genutzt. Ihr Vorteil gegenüber den Ohrenbrillen war nicht nur das schnelle auf- und absetzen und auch der freiere Blick zur Seite, sondern tatsächlich auch kosmetische Gründe sprachen für die fehlenden seitlichen kopfumgreifenden Bügelstangen. Dadurch wirkte der Kneifer für das damalige Empfinden nicht, oder zumindest weniger, als eine umgeschnallte Prothese, sondern eher wie ein Accessoire. Besonders beliebt waren daher dann auch die im Gesicht kaum noch auffallenden randlosen Varianten.
In der Mehrheit werden die Bezeichnungen Kneifer, Klemmer und Pince-Nez verwendet (Hersteller, historische Fachliteratur), seltener die Bezeichnung Zwicker oder Zwickel (Unterhaltungsliteratur des 20. Jh.).
Dazu gibt es eine fast unendlich wirkende Menge an Bezeichnungen und Kombinationen die von den Herstellern in ihren Katalogen und ihrer Werbung oft modellübergreifend verwendet wurden bzw. in Fachbüchern und Fachpublikationen vorkommen: China-, Japan-, Kanada-, Amerika-, Wiener-, Kaiserklemmer, Sportkneifer, Autofixklemmer, Pince-nez, Pincenez, Oxford Kneifer, Windsor-Kneifer, englischer Klemmer, Fernklemmer, Nahklemmer, Halbklemmer (mit einem Glas für z. B. Einäugige), Halbbrillenkneifer (mit zwei halbierten Gläsern), Patent-Kneifer mit federnden Doppelklemmstegen (um 1880), Lohmanns Orthozentrische Kneifer (1919), Spiralkneifer, Brillenkneifer, Schmetterlingskneifer (M.v.Rohr, 1934).
(Quelle: )
Kneifer mit Bi–Gläsern und ovaler Glasform stammen vorrangig aus der Zeit 1840–1915, Kneifer mit runden konvex–konkaven Menisken Gläsern von 1912 bis 1940 und später. Ende des 19. Jh. und Anfang des 20. Jh. hatten die ovalen und später runden Brillengläser Standardgrößen, die der Optiker vom Glashersteller für seine angebotenen Kneifer (und auch Ohrenbrillen) fertig gerandet ordern konnte. Der Optiker hatte somit für den Kunden, zu dem ausgewählten Kneifer, direkt passende Gläser in unterschiedlichen sphärischen Dioptriewerten in seinem Glaslager die dann, je nach Werten, zeitnah montiert werden konnten. Für randlose Monturen gab es eben solche Standardgläser, die bereits mit entsprechenden Bohrlöchern versehen waren.

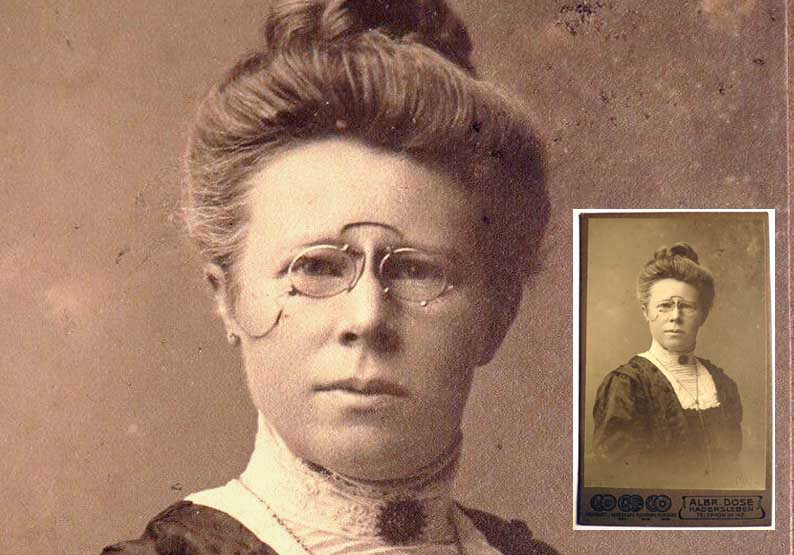
1903 Hadersleben (DK), Frau mit Klemmer
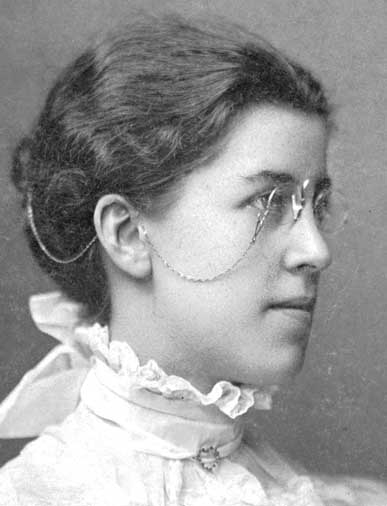
1898 USA, Katharine Wright1
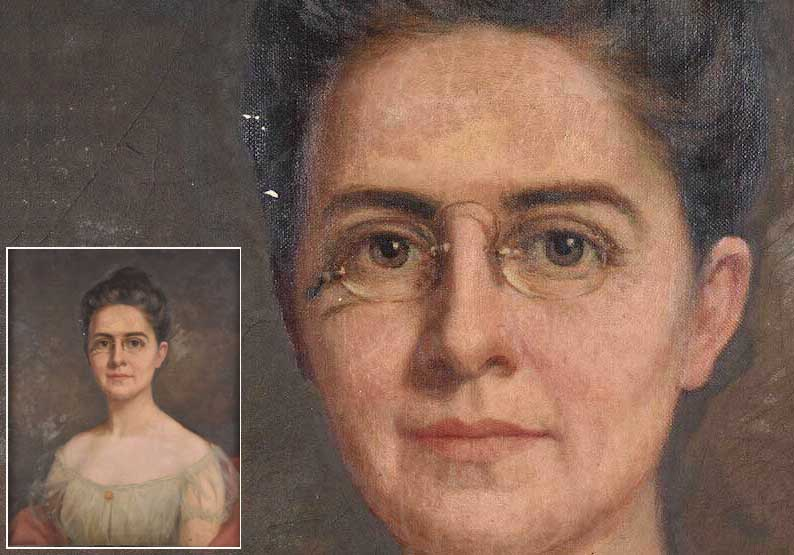
Dame mit randlosem Kneifer (um 1890)
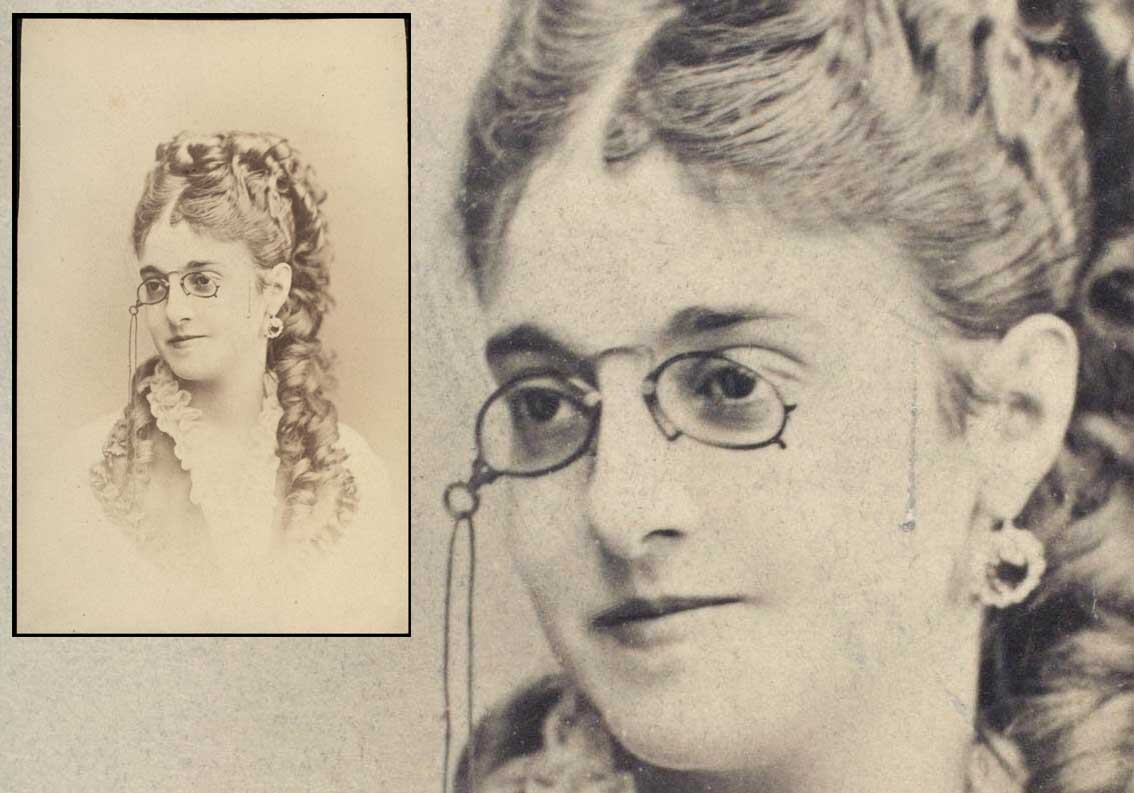
Adelina Patti mit Kneifer (um 1870)

1Katharine Wright, die Schwester der Flugpioniere Wright mit gut sichtbarem Kettchen mit Halt im Haar. Sicherheitskettchen oder Bänder waren ein fast obligatorisches Zubehör bei Kneifern. Sicherlich auch nicht ganz uninteressant, Katharine Wright trägt auf allen Fotos von ihr eine Brille. Als jugendliche eine Ohrenbrille (mit seitlichen Bügelstangen) und ab ihrem College-Abschluss (1898) dann ausschließlich Kneifer.

## Unterarten der Kneifer
- Rednerbrille 1825, Joseph Bressy ließ sich eine Klemmfederbrille patentieren, die nach hinten ausgestellte Nasenstege hatte[3]. Diese Nasenstege saßen am oberen Ende der Nasenwurzel direkt auf dem Nasenknorpel und beeinträchtigten so weder das Atmen noch die Stimme beim Reden - daher der Name Rednerbrille. Ob überhaupt und wann diese patentierte Brille gefertigt wurde, ist nicht bekannt. Selbst in der Fachliteratur des späten 19. Jh. wird bezweifelt, ob es neben der Patentschrift auch entsprechende Brillen gab.
- Kanadischer Klemmer, Amerikanischer Kneifer. Neuerung und Besonderheit war hier die zusätzliche Federung der Nasenauflagen an der oberen Befestigung. Ob die Bezeichnung etwas mit der Herkunft zu tun hat, oder es sich nur um Marketing handelte, ist nicht sicher. Wahrscheinliche Verwendung ab 1850.
- Chinakneifer, Japanklemmer. Meist verwendet für Metall oder Schildpatt Klemmer mit gerundeter Nasenauflage, bogenförmiger Brücke und ovalen Gläsern ohne zusätzlich Federelemente.
- Kaiserklemmer, Sportkneifer. Typisch ist hier, dass die elastische Brücke nur je eine Verbindung zum Glas bzw. Fassungsrahmen hat, statt deren zwei. Schildpatt, Zelluloid, Metall und randlos. Vor allem die Bezeichnung „Kaiserklemmer“ wurde von den div. Herstellern auch gerne für andere kaiserlich wirkende Klemmerformen benutzt.
- Wiener Klemmer, ähnlich Canada Klemmer, aber mit runden Gläsern und Winsor Ringen.[4]
- Oxford Kneifer Ähnlich einer Springlorgnette ohne Stiel aber mit Nasenflügeln. Zusammenfaltbar.[5]
- Halbbrille nach Ribard Aus dem Jahre 1902 stammte eine streifenförmige Glasform, die auf E. Ribard zurückgeht. Dazu schrieb Moriz v. Rohr 1911: „Offenbar wünschte er den Träger eines solchen Klemmers in den Stand zu setzen, sowohl oberhalb als unterhalb an seinem Glase vorbeizusehen; man geht wohl in der Annahme nicht fehl, dass es sich meistens um schwächere Gläser, wahrscheinlich sogar vornehmlich um solche gehandelt hat, die als Lupen- oder Presbyopenbrillen verwendet wurden.“

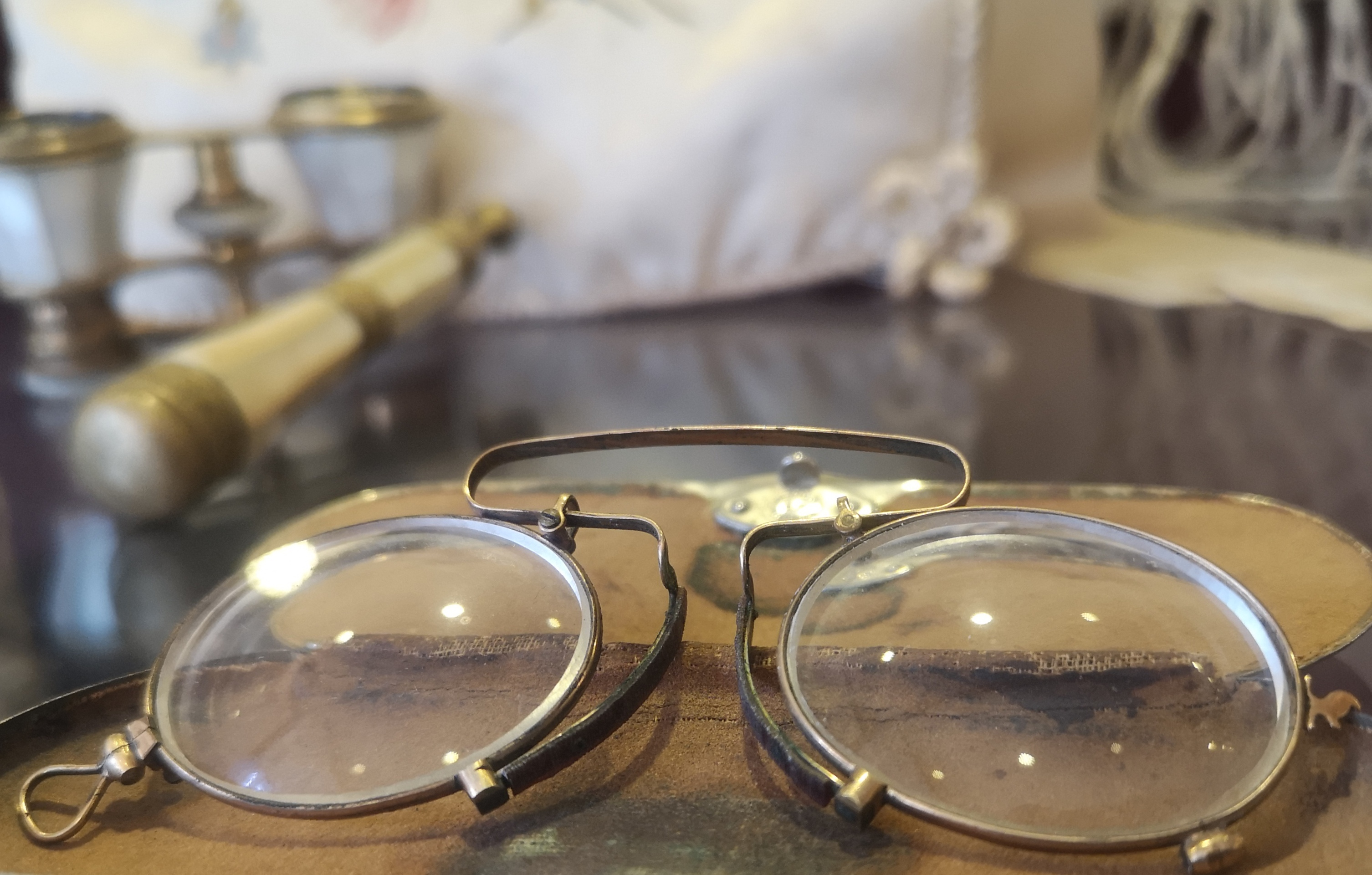
Kneifer mit nach hinten ausgestellter Nasenauflage
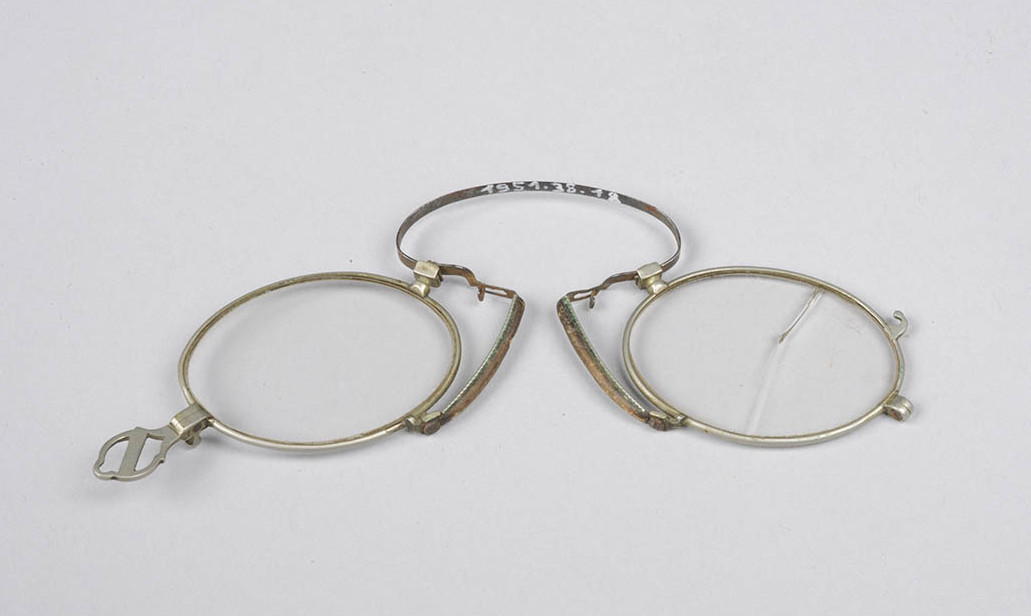
Kanadaklemmer mit zusätzlicher Feder oberhalb der Nasenauflage, Faltbar
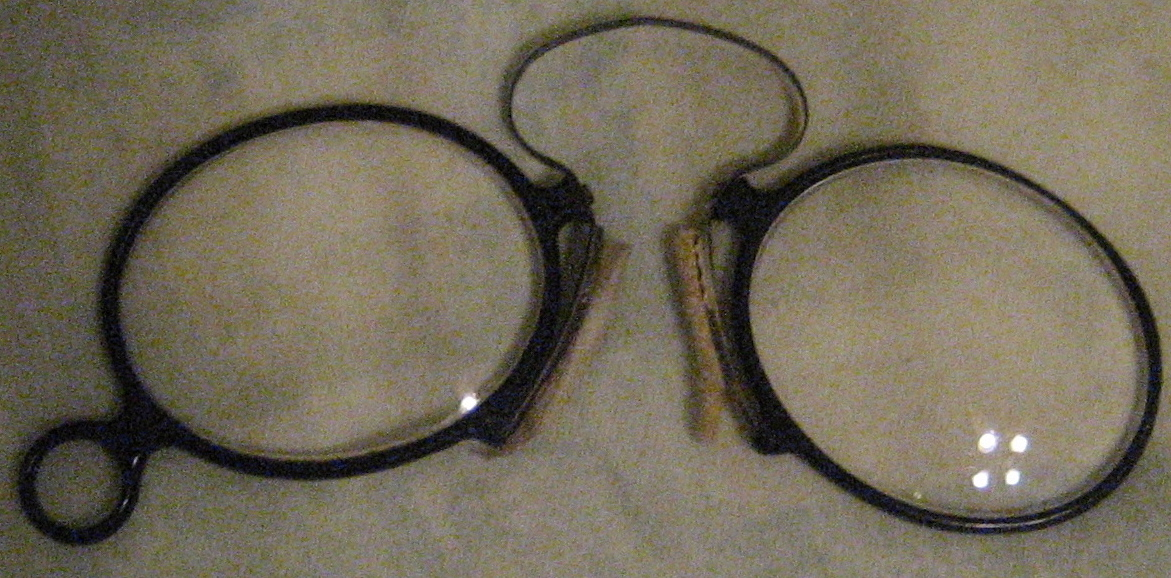
Pincenez mit kräftigem Rahmen aus Schildpatt bzw. Zelluloid

Regionale Bezeichnungen:

Frankreich - pince-nez (pincer »Zange« + nez »Nase«) ['paaz-nay']

England, Nordamerika - eyeglasses, pince-nez (pincer »Kneifzange«) ['pins nääs']

Spanien - gafas de pinza

Österreich - Stecher

Süddeutschland - Zwicker, Zwickel

Hessen (D) - Petzer

abfällig auch gerne - „Nasenkneifer“

## Asti-Klemmer (Balkenklemmer)
Nachdem man erkannt hatte, das es nicht nur sphärische Fehlsichtigkeiten gab, sondern auch astigmatische (1807), verbreiteten sich solche astigmatischen Gläser dann ab 1825 langsam aber stetig. Der Kneifer mit seiner elastischen Brücke zwischen den Gläsern, der um 1840 in Mode kam, eignete sich allerdings nicht für diese Gläser. Die Achsen der Gläser verdrehten sich beim Aufsetzen gegeneinander. Abhilfe kam 1861 durch den Bristoler Optiker J. Braham, der eine horizontale Sprungfeder zwischen die Gläser des Kneifers setzte. So blieb die Klemmfunktion auf der Nase erhalten, und gleichzeitig blieb aber auch beim Aufsetzen die Horizontale der Gläser immer gleich.
Diese, parallel zu den normalen Klemmern erhältlichen, neuen Kneifer nennen sich Asti-Klemmer und waren speziell für torische astigmatische Zylindergläser. Auch bei dieser Brille gab es keine standardisierte Bezeichnung und so wurden von den Herstellern aus Kneifer, Klemmer, Pince-nez und Zylinder, torisch astigmatisch allerlei Wortschöpfungen gebildet. Weitere Bezeichnungen waren „Balkenklemmer“, „Vertikalklemmer“ und „Horizontalklemmer“. Die Mitte des 19. Jh. immer mehr an Bedeutung gewinnende Problematik des Augenabstandes, im Bezug zu den optischen Achsen der eingebauten Brillengläsern, war aber weder bei dem Standardkneifer noch bei dem Asti-Klemmer in befriedigender Weise zu lösen.

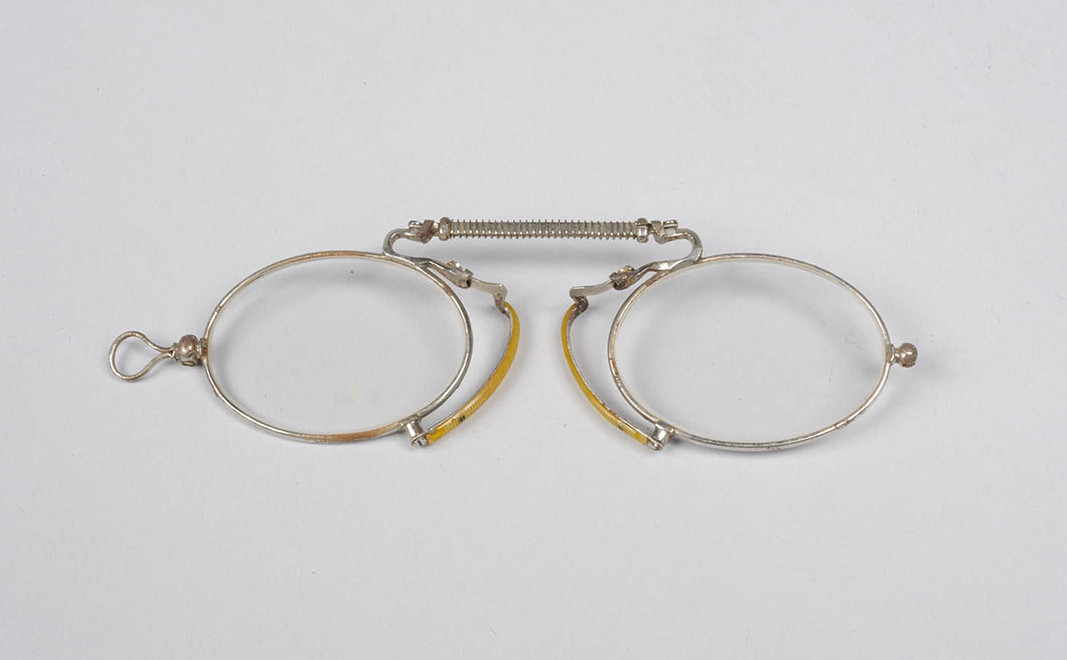
1885, Asti-Klemmer für torische Gläser
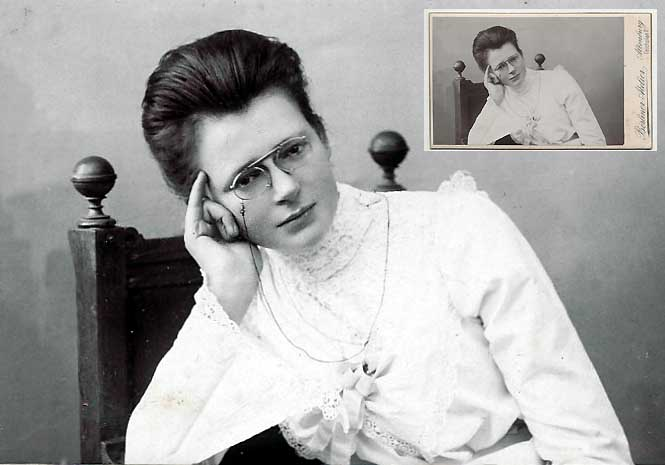
Um 1896 (D), Dame mit Asti-Klemmer
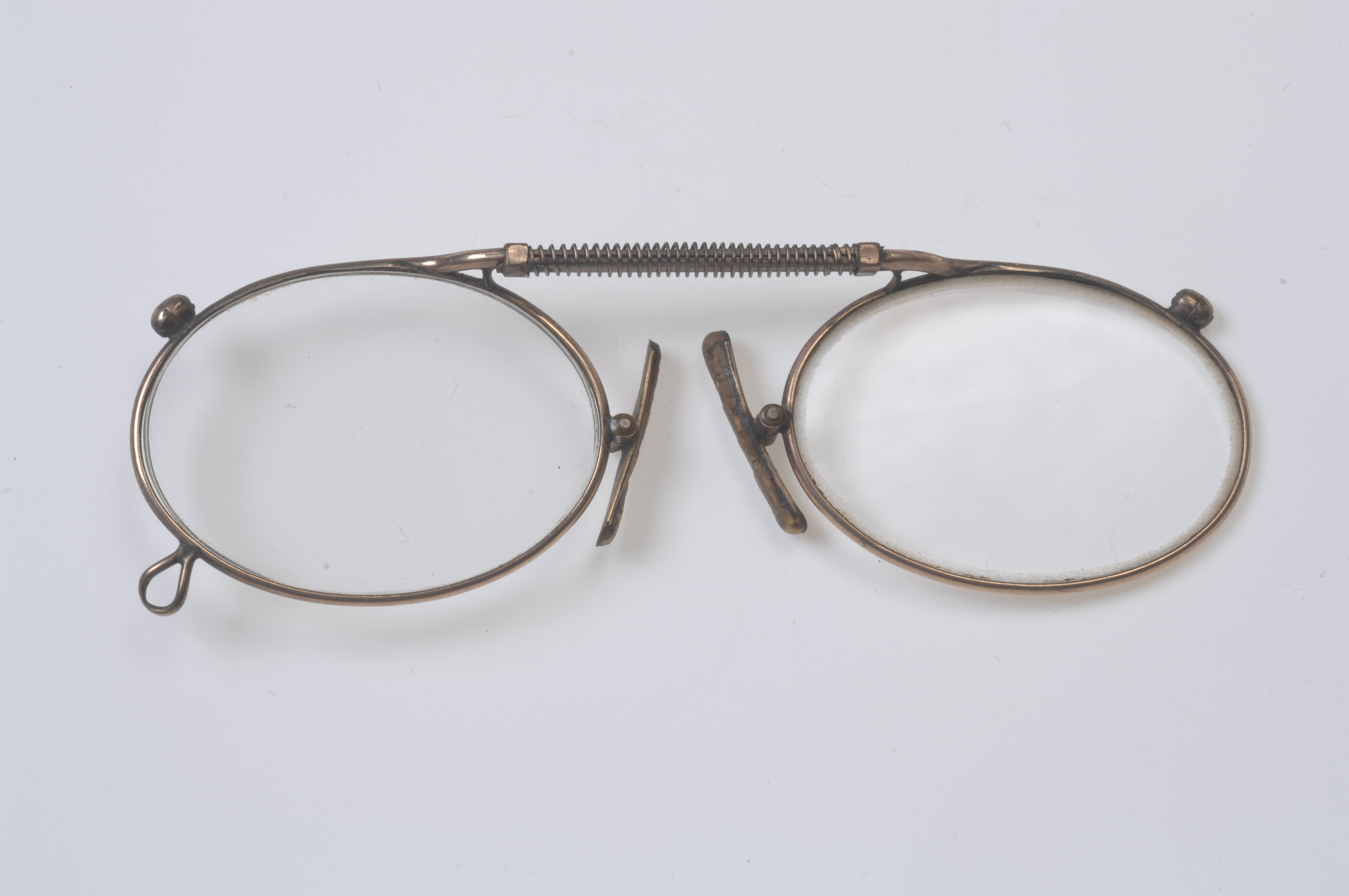
1900, Asti-Klemmer für torische Gläser

## Fingerklemmer
Der Fingerklemmer (auch Fingerkneifer oder Fits U Pince Nez) ist die letzte und jüngste Erfindung unter den bügellosen Nasenkneifern. In Frankreich (Morez-du-Jura) von Jules Cottet 1893 erfunden, patentiert und auch mit geringem Erfolg gefertigt. Diese frühen Fingerkneifer besaßen allerdings eine noch recht klobige und schwere Klemmkonstuktion, die leicht von der Nase fiel. Erst nach Weiterverkauf des Patentes in die USA entwickelte dort R. B. Fink (eng. Finch) eine zierlichere Variante mit ab da durchschlagendem Erfolg. Unter anderem von AO (American Optical Company) ab 1901 in großen Stückzahlen gefertigt. Noch 1904 unterschied man auf dem deutschen Markt zwischen einer französischen Variante (Movilletes) mit Rand und der randlosen amerikanischen Version (Finch rigid spring eyeglasses). Mit ovalen Bi-Gläsern bis etwa 1915, danach dann mit runden Menisken-Gläsern noch etwa bis 1940. Fingerklemmer waren sehr beliebt, vor allem auch, sicherlich aus kosmetisch ästhetischen Gründen, mit randlosen Gläsern. Ausgestattet mit Nasenstegen die, mit Hilfe zweier gefederter Hebel, sich auf die Nase klemmen ließen. Da man dies am besten einhändig mit Daumen und Zeigefinger machte, ergab sich daraus die Bezeichnung Fingerklemmer. Verkaufsbezeichnung in USA Fits-U Eyeglasses und in Deutschland z. B. durch die Fa. Menrad als „Fingerkneifer“ hergestellt und vertrieben. Um den besten Sitz auf der Nase zu ermöglichen, wurde beim Optiker, mit Hilfe von rund 12 Musterbrillen, die beste Nasenstegbreite für den jeweiligen Kunden ermittelt.

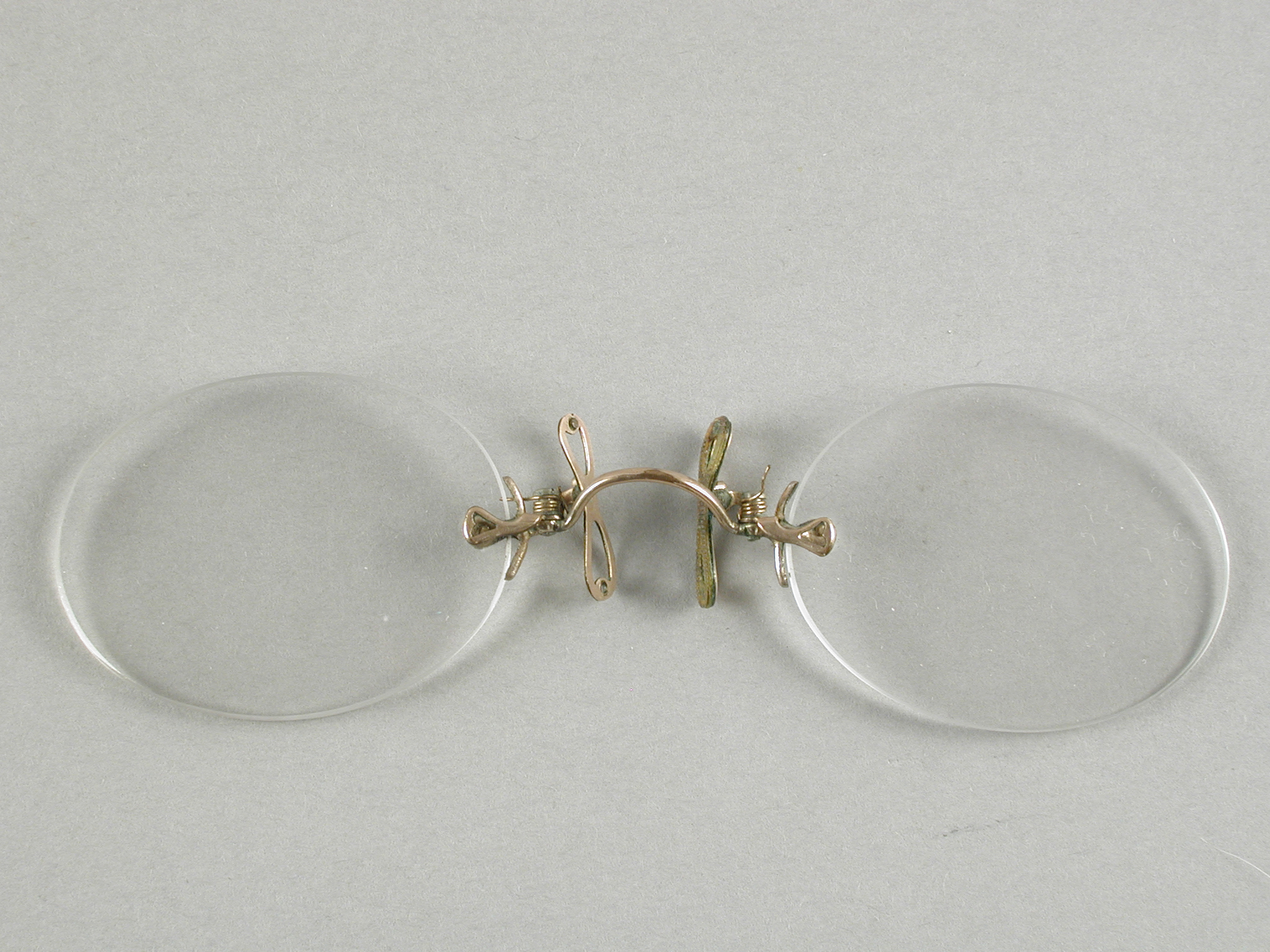
Um 1915, Fingerklemmer, Randlos, ovale Gläser
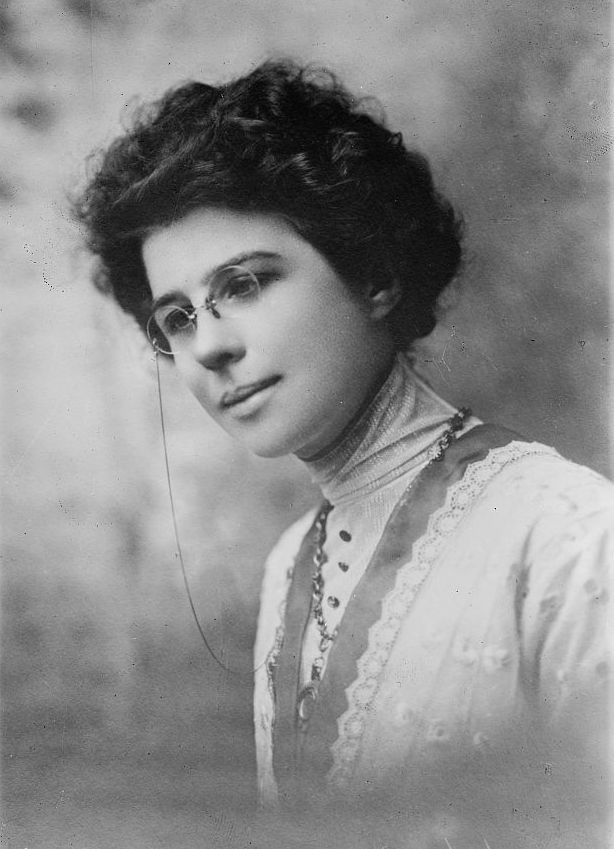
Um 1910, Anita C. Bourgeoise mit Fingerklemmer
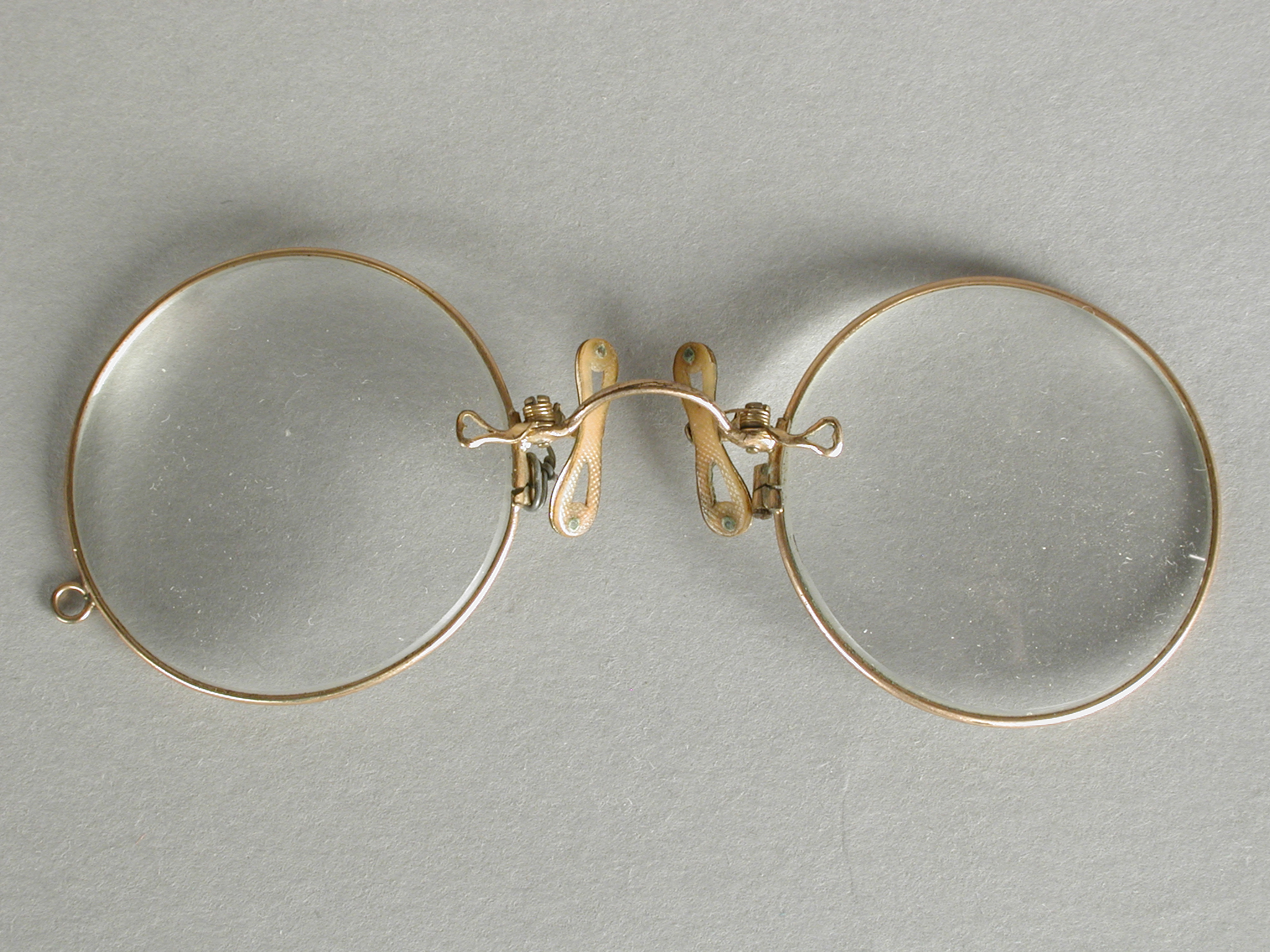
Fingerklemmer mit runden Gläsern, nach 1912
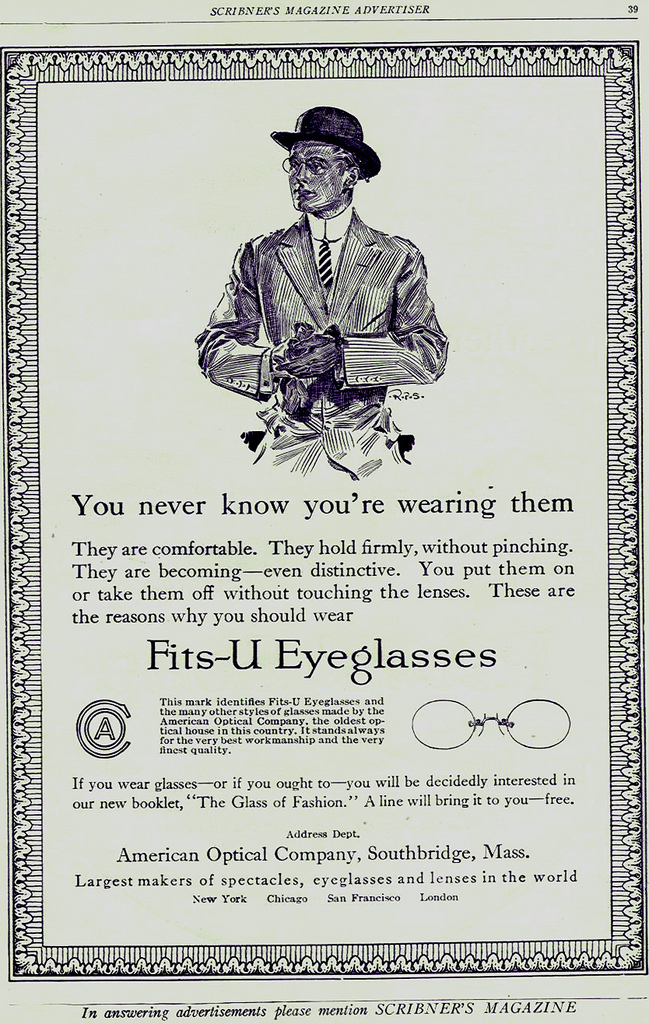
Fits-U Eyeglasses